# モフアムシクイ属
モフアムシクイ属（モフアむしくいぞく、学名 Mohoua）は、鳥類スズメ目の属である。
「モフア」はマオリ語でキイロモフアムシクイを表す言葉 mohuahua / momohua から来ている。狭義のムシクイ、つまりウグイス上科メボソムシクイ科メボソムシクイ属（ムシクイ属）Phylloscopus とは特に近縁ではない。
ニュージーランド固有属。

## 系統と分類
ニュージーランドムシクイ属 Finschia（ニュージーランドムシクイのみ）と近縁と思われる。これをモフアムシクイ属に含める説もある。
モフアムシクイ属（もしくはモフアムシクイ属+ニュージーランドムシクイ属）の位置付けには諸説あり、モズヒタキ科 Pachycephalidae、トゲハシムシクイ科 Acanthizidae などさまざまな科に分類されてきた。
Norman et al. 2009によれば、カラス上科の中で基底付近に位置する。ただし国際鳥類学会議 (IOC)はこれを受けニュージーランドムシクイ属と共に1科をなすようだとしながらも、科未定 Family Incertae Sedis とするに留めた。Norman et al. はカラス上科の全ての属は解析していないため、未解析の他の属と同じ科になる可能性があり、その場合、科の名称はモフアムシクイ科 Mohouidae とはならないかもしれない。Mohouidae という科名は正式に提唱されたことはないようである。しかし、Zachary Aidala　et al.により、en:Journal of Ornithologyに2013年6月付で、この属の種に対して、新科Mohouidaeを適用すべきとする論文が掲載された。この論文のための調査では、ニュージーランド固有のスズメ目とオーストララシアの狭義のカラス上科の系統を代表する種の、核とミトコンドリアの配列のデータをもとに、ベイズ推定を用いて系統の分析を行った。結果はモフアムシクイ属の3種(ニュージーランドムシクイも含む)は単系統を成し、モフアムシクイ科に帰属させることを提案している。
Sibley分類では、カラス科モズヒタキ科モフアムシクイ族 Mohouini の唯一の属だった。フエドリ亜科には他に、現在のモズヒタキ科とオーストラリアゴジュウカラ科が含まれていた。

## 種
2種が属する。Finschia の1種も共に示す。
- Mohoua albicilla, Whitehead, シロモフアムシクイ（英語版）
- Mohoua ochrocephala, Yellowhead, キイロモフアムシクイ（英語版）
- Finschia novaeseelandiae, Pipipi, ニュージーランドムシクイ（英語版） （M. novaeseelandiae）